# Jerzy Gablenz
Jerzy Gablenz (* 23. Januar 1888 in Krakau; † 11. November 1937 bei Warschau) war ein polnischer Komponist.

## Leben
Gablenz entstammte einer musikalischen Familie: ein Großvater unterrichtete am Krakauer Konservatorium, sein Onkel war Geiger und sein Vater ein begabter Amateurpianist. So hatte er Klavier- und Flötenunterricht und erlernte das Orgel- und Cellospiel. Er studierte dann Jura an der Krakauer Jagiellonen-Universität.
Um 1907 lernte er seine zukünftige Frau Margaret Schoen kennen, die als Klavierlehrerin tätig war. Er komponierte um diese Zeit zahlreiche Klavierstücke und Lieder. Jedoch ließ ihm das zunehmende Engagement im Unternehmen seines Vaters immer weniger Zeit zur Komposition. Dennoch entstanden zwei Sinfonien, deren erste Gablenz allerdings nie instrumentierte.
1919 erhielt er den Auftrag, Stanisław Moniuszkos verschollene Oper Straszny dwór (Das Gespensterschloss) zu rekonstruieren. Die Aufführung des Werkes fand im gleichen Jahr mit großem Erfolg bei Publikum und Kritik statt. In den Folgejahren entstand eine eigene vieraktige Oper nach einem Drama von Lucjan Rydel (englischer Titel: Bewitched Circle). Es folgten eine unvollendete Orchestersuite (Sonnige Felder) und die sinfonische Dichtung Der Pilger für Sinfonieorchester, die unaufgeführt blieb.
Nach Skizzen zu einem Konzertwalzer für Sinfonieorchester komponierte Gablenz 1924 die sinfonische Dichtung In den Bergen, die erst 1977 in der Dominikanischen Republik uraufgeführt wurde. Nach weiteren sinfonischen Dichtungen entstand 1926 seine erste (von ihm als vollwertig anerkannte) Sinfonie, deren Uraufführung 1928 an ihrer technischen Schwierigkeit scheiterte, sowie ein Klavierkonzert, dessen Uraufführung ebenfalls 1977 in der Dominikanischen Republik stattfand und das erst zu seinem 100. Geburtstag 1988 in Polen mehrfach gespielt wurde.
Das sinfonische Präludium Der Rosenkranz der heiligen Salome (1927) wurde nie öffentlich aufgeführt, aber 1991 als Aufnahme des polnischen Rundfunks eingespielt. Daneben komponierte Gablenz in dieser Zeit fast 100 Klavierlieder, eine Cellosonate, drei Terzette für Frauenstimmen und Klavier und weitere Stücke.
Nach 1928 kam Gablenz' kompositorische Produktion zum Erliegen. Erst 1936 entstanden die Sinfonischen Variationen, deren Aufführung in Polen wiederum an ihrer technischen Schwierigkeit scheiterte. Teile des Werkes wurden in der Dominikanischen Republik 1977 und 1987 uraufgeführt. Seine letzte vollendete Komposition war das sinfonische Präludium Der verzauberte See, das ebenfalls erst 1991 vom polnischen Rundfunk als Archivaufnahme eingespielt wurde. Am 11. November 1937 kam Gablenz bei einem Flugzeugabsturz in der Nähe von Warschau ums Leben.

## Werke
- Verhexter Kreis (Englisch: Bewitched Circle), Oper in vier Akten, Op. 6 (1920; 1955 Uraufgeführt)
- Sonnige Felder, für Solisten, Chor, und Orchester, Op. 8 (1923; unvollendet)
- Der Pilger, Tondichtung für großes Orchester, Op. 12 (1923)
- In den Bergen, Tondichtung für Männerchor und großes Orchester, Op. 17 (1924)
- Einöden, Tondichtung für großes Orchester, Op. 20 (1925; unvollendet)
- Die Legende von Turbacz, Tondichtung für großes Orchester, Op. 22 (1925)
- An meine Kinder: fünf Miniaturen, Suite für Orchester, Op. 23 (1925)
- Symphonie Nr. 1 in C-moll, Op. 24 (1926)
- Klavierkonzert in Des-dur, Op. 25 (1926)
- Der Rosenkranz der heiligen Salome, Symphonische Prelude, Op. 26 (1928)
- Symphonische Variationen, op. 27 (1936)
- Verzauberter See, Symphonisches Vorspiel, Op. 29 (1937)